# Le Figaro

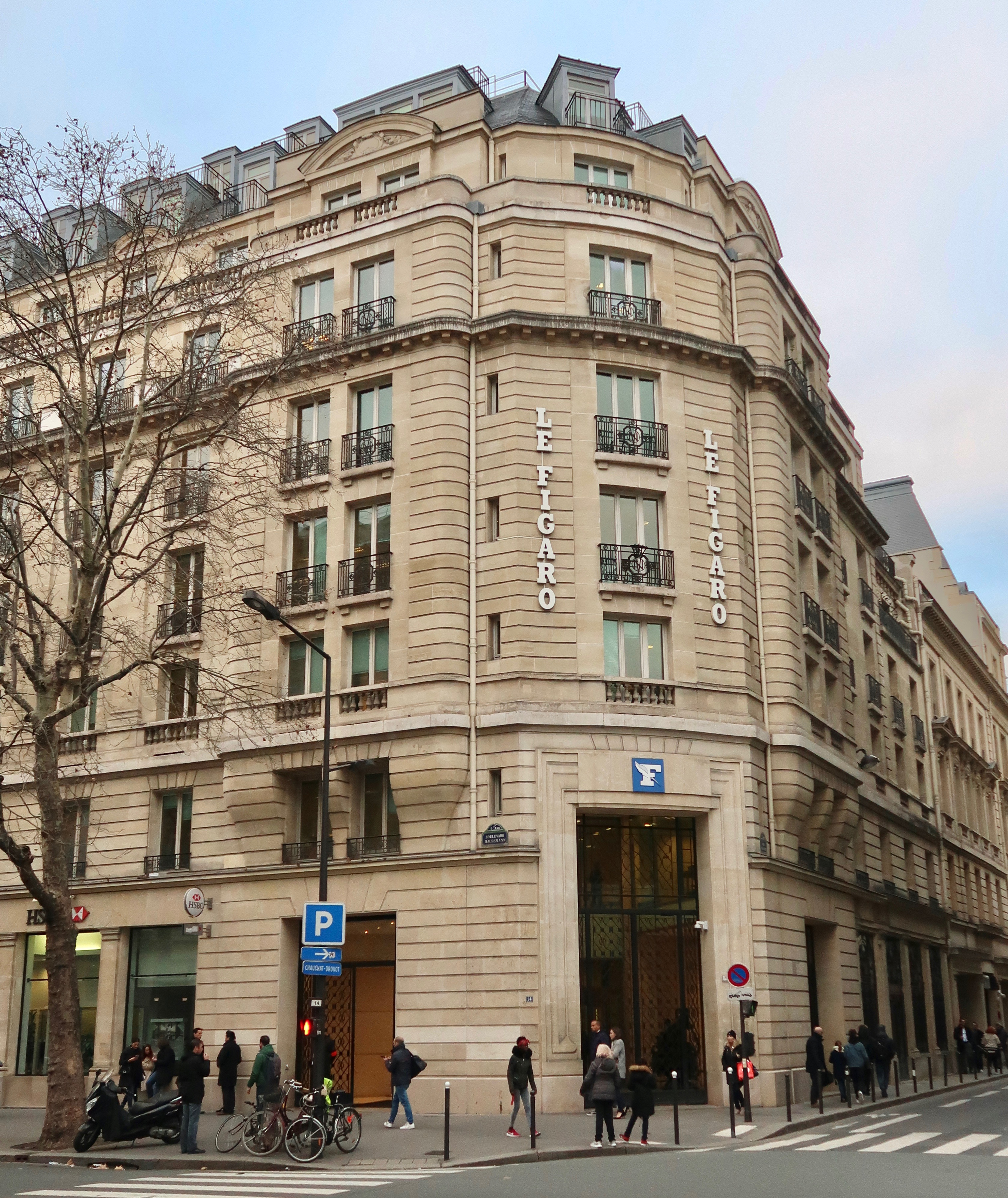
Sitz von Le Figaro (14 Boulevard Haussmann, Paris 9^{e})

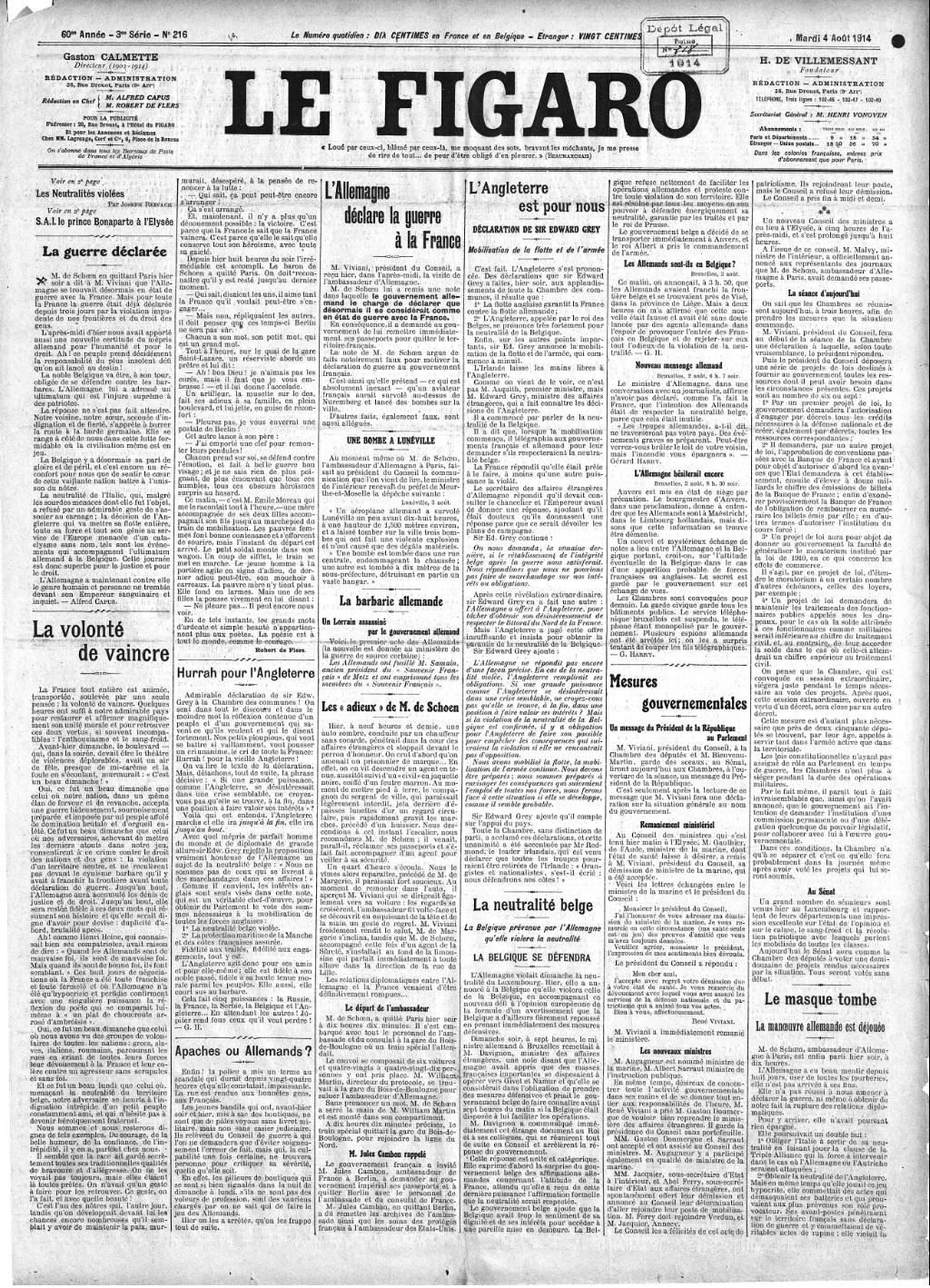
Ausgabe von Le Figaro vom 4. August 1914

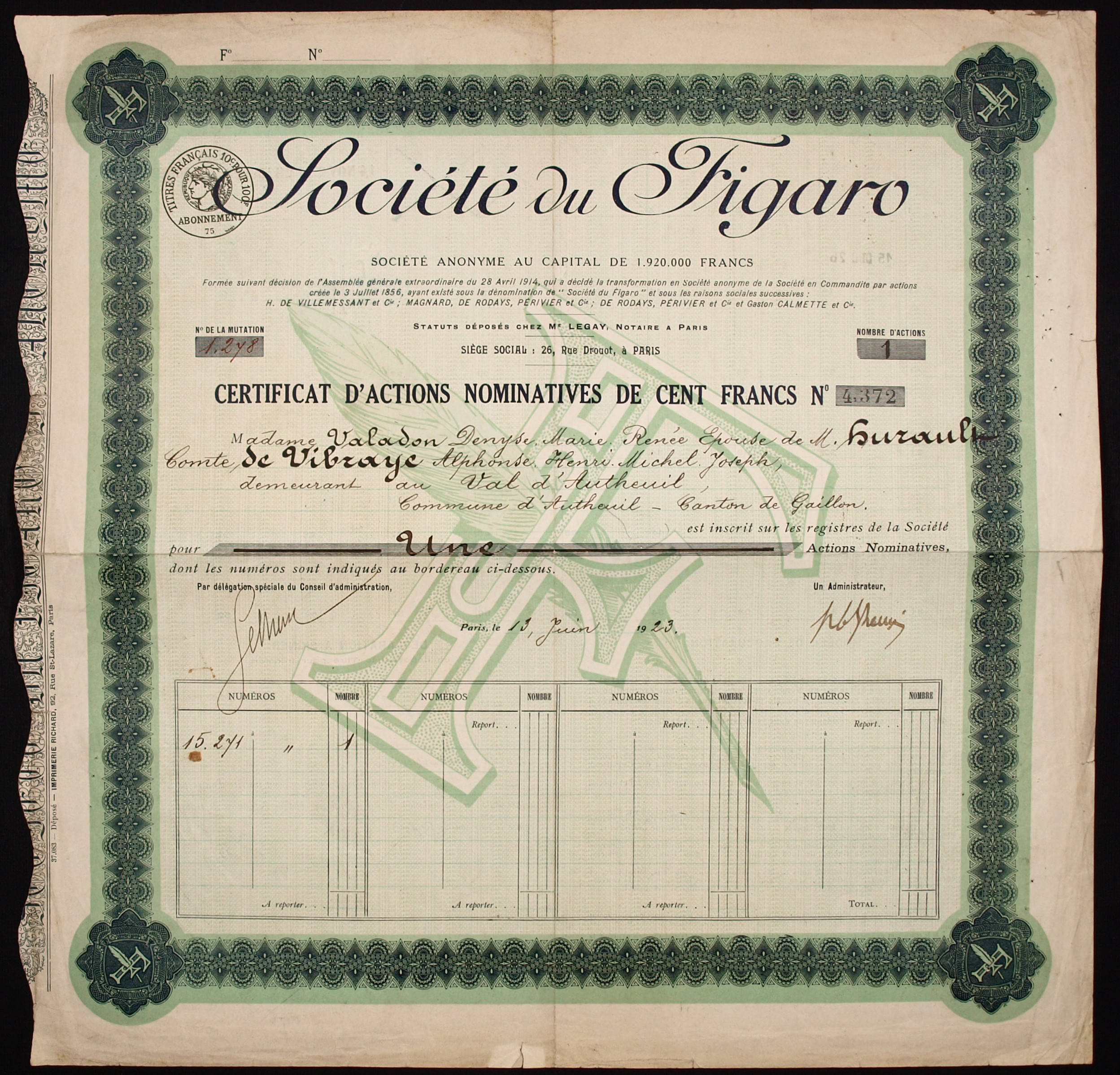
Aktie über 100 Francs der Société du Figaro vom 13. Juni 1923

Le Figaro (ⓘ) ist eine wirtschaftsliberale gesellschaftskonservative französische Tageszeitung, die in Paris erscheint und neben Le Monde als wichtigste meinungsbildende Zeitung Frankreichs gilt. Le Figaro wurde 1826 als Satirezeitung gegründet. Sie ist damit die älteste heute veröffentlichte französische Zeitung. 1866 wurde sie zur Tageszeitung. Sie gilt als das wichtigste konservative Printmedium.

## Hintergrund
Im Jahr 2007 betrug die verkaufte Auflage 339.236, im Jahr 2010 325.509 und 2014 320.732 Exemplare.
Seit Juni 2004 bis zu seinem Tod im Jahr 2018 gehörte Le Figaro dem Luftfahrtunternehmer und konservativen Politiker Serge Dassault (Les Républicains), zu dessen Firmengruppe rund 70 französischsprachige Zeitungen und Zeitschriften gehören. Dassault gab unter anderem eine Weisung an die Redaktion heraus, keine Informationen zu veröffentlichen, die seinen Geschäftsinteressen abträglich sein könnten; dies sorgte für Kontroversen in der Öffentlichkeit und der Redaktion selbst. Größter Konkurrent Dassaults ist die Groupe Lagardère.
Le Figaro ist Gründungsmitglied der Leading European Newspaper Alliance (LENA), in der sie zurzeit mit den Tageszeitungen Die Welt, der italienischen La Repubblica, El País aus Spanien, Le Soir aus Belgien sowie den Schweizer Zeitungen Tages-Anzeiger und Tribune de Genève in der internationalen Berichterstattung redaktionell zusammenarbeitet.
Die Zeitung hat eine erfolgreiche Online-Präsenz; außerdem betreibt das Unternehmen über seine Filiale Figaro Classifieds eine Reihe von Online-Anzeigenseiten, darunter Cadremploi, Keljob und ChooseYourBoss mit einem Gesamtumsatz von etwa 40 Millionen Euro (2016). Im Dezember 2016 wurde das soziale Netzwerk Viadeo aufgekauft. 2023 trugen die verschiedenen Sparten zum Umsatz bei: Print – 18 %, Reisen – 22 %, Digital – 60 %.

## Geschichte
Le Figaro wurde am 15. Januar 1826 als Satirezeitung gegründet und in Anspielung auf den nachrichtenvermittelnden Barbier aus den Stücken Le Barbier de Séville und La Folle Journée ou le Mariage de Figaro von Pierre Augustin Caron de Beaumarchais benannt. Auf der Titelseite findet sich die darin vorkommende Devise „Sans la liberté de blâmer il n’est point d’éloge flatteur“ („Ohne die Freiheit  zu kritisieren gibt es kein schmeichelhaftes Lob“).
Anfangs erschien Le Figaro unregelmäßig, die Auflage stieg jedoch, und seit 1866 erscheint die Zeitung täglich und ist damit die älteste noch erscheinende Tageszeitung Frankreichs. Frühe Redakteure waren unter anderem Albert Wolff, Émile Zola und Jules Claretie.
Das am 20. Februar 1909 von Filippo Tommaso Marinetti im Le Figaro veröffentlichte Futuristische Manifest begründete die Futurismus-Bewegung.
Gaston Calmette, der damalige Herausgeber des Blattes, drohte 1914 in einer Pressekampagne gegen Joseph Caillaux, Liebesbriefe von Caillaux’ Frau Henriette an ihren Mann, der zum Zeitpunkt des Entstehens der Briefe noch mit einer anderen Frau verheiratet war, zu veröffentlichen. Daraufhin erschoss Henriette Caillaux Calmette am 16. März 1914 in seiner Redaktion. Joseph Caillaux trat am nächsten Tag zurück, übernahm im darauf folgenden Prozess die Verteidigung seiner Frau und erreichte einen Freispruch.
Nach der Veröffentlichung eines Artikels am 19. September 2006, in dem unter anderem das Verbot von String-Tangas bei einem Strandbadfest als Beweis für eine angebliche Islamisierung Frankreichs gewertet wurde, geriet das Blatt in den Blick von Islamisten, die daraufhin Drohungen ausstießen. In Tunesien wurde die Ausgabe des Figaro für einen Tag verboten.

Von 1883 bis 1911 erschien Le Figaro illustré, eine farbig illustrierte Beilage, die bedeutende Illustratoren wie Jules Chéret als Gestalter beauftragte. Bis 1890 erschien die Beilage jährlich, danach monatlich. Nach 1911 erschienen wöchentliche illustrierte Beilagen unter wechselnden Titeln wie Supplément illustré, Le Figaro artistique, Supplément artistique und Le Figaro artistique illustré (bis 1931).